# Mariana Kocewa
Mariana Michajłowa Kocewa (bułg. Мариана Михайлова Коцева, ur. 12 marca 1967) – bułgarska statystyczka i ekonometryczka. Od początku 2017 roku pełni obowiązki dyrektora generalnego Europejskiego Urzędu Statystycznego (Eurostatu). Przed objęciem stanowiska w Eurostacie była prezesem Narodowego Instytutu Statystycznego Bułgarii. 

## Wykształcenie
Kocewa urodziła się w Bjałej w obwodzie Ruse. Tytuł magistra ekonomii uzyskała w 1985 roku (specjalizacja statystyka gospodarcza) na Uniwersytecie Gospodarki Narodowej i Światowej w Sofii w Bułgarii. Drugi stopień magistra ekonomii uzyskała w 1993 roku na Uniwersytecie Środkowoeuropejskim w Pradze. W 1995 roku obroniła doktorat w dziedzinie ekonomii (specjalności statystyka i demografia) na Uniwersytecie Gospodarki Narodowej i Światowej.

## Kariera
W 2003 roku została wykładowczynią Uniwersytetu Gospodarki Narodowej i Światowej. Ponadto przed dołączeniem do Eurostatu w 2014 r. pracowała dla serbskiego Ministerstwa Pracy i Zatrudnienia, Programu Narodów Zjednoczonych ds. Rozwoju, bułgarskiego Ministerstwa Pracy i Polityki Społecznej oraz bułgarskiego Narodowego Instytutu Statystycznego, którym kierowała od 2008 do 2012 roku.
W 2012 r. dołączyła do Eurostatu jako doradca specjalny („hors classe”). Została zastępcą dyrektora generalnego Eurostatu w 2014 r., stając się wówczas „najwyższym rangą bułgarskim urzędnikiem państwowym w administracji Unii Europejskiej”. W 2017 r. zastąpiła Waltera Radermachera na stanowisku pełniącej obowiązki dyrektora generalnego.